# Пекельне полум'я (персонаж)
Пекельне полум'я (англ. Hellfire), справжнє ім'я — Джеймс Тейлор Джеймс (англ. James Taylor James) — персонаж з коміксів американського видавництва Marvel Comics.

## Історія публікації
Пекельне полум'я вперше з'явився в коміксі The Mighty Avengers #13 і був вигаданий Браяном Майклом Бендісом та Алексом Малеєвим.

## Вигадана біографія
Нік Ф'юрі вербує онука Картера Слейда, Джеймса Тейлора Джеймса (також відомого як Джей-Ті), представленого в коміксі The Mighty Avengers # 13, щоб бути частиною команди Ф'юрі проти таємного вторгнення інопланетян Скруллів, істот, що вміють міняти форму. У коміксі Secret Invasion #4 (вересень 2008) до нього звертаються, як до Пекельного полум'я. Він продовжує з'являтися в поточній серії Secret Warriors. Пізніше з'ясувалося, що він є подвійним агентом ГІДРИ.
Нік Ф'юрі дозволяє Пекельному полум'ю загинути в результаті його двійних справ.

## Сили й здібності
Слейд має надлюдські рефлекси й здібності викликати запалення ланцюга й завдавати велику шкоду противникам.